# Port lotniczy Jekybastuz
Port lotniczy Jekybastuz (IATA: EKB, ICAO: UASB) – port lotniczy położony 16 kilometrów na południowy zachód od Jekybastuzu, w Kazachstanie. Obsługuje małe linie lotnicze.